# Algoforma
Algoforma is een geslacht van vlinders van de familie bladrollers (Tortricidae).

## Soorten
- A. algoana (Felder & Rogenhofer, 1875)
- A. paralgoana Razowski, 2005